# Transformació natural
En la teoria de categories, una branca de les matemàtiques, una transformació natural proporciona una manera de transformar un functor en un altre respectant l'estructura interna (és a dir, la composició dels morfismes) de les categories implicades. Per tant, una transformació natural es pot considerar un "morfisme de funtors". De manera informal, la noció d'una transformació natural estableix que un mapa particular entre functors es pot fer de manera coherent sobre una categoria sencera.
De fet, aquesta intuïció es pot formalitzar per definir les anomenades categories de functors. Les transformacions naturals són, després de categories i functors, una de les nocions més fonamentals de la teoria de categories i, en conseqüència, apareixen en la majoria de les seves aplicacions.

## Definició
Si {\displaystyle F} i {\displaystyle G} són funtors entre les categories {\displaystyle C} i {\displaystyle D} (tots dos de {\displaystyle C} a {\displaystyle D} ), llavors una transformació natural {\displaystyle \eta } des de {\displaystyle F} a {\displaystyle G} és una família de morfismes que compleix dos requisits.
1. La transformació natural s'ha d'associar, a cada objecte {\displaystyle X} en {\displaystyle C}, un morfisme {\displaystyle \eta _{X}:F(X)\to G(X)} entre objectes de {\displaystyle D}. El morfisme {\displaystyle \eta _{X}} s'anomena component de {\displaystyle \eta } a les {\displaystyle X}.
2. Els components han de ser tals que per a cada morfisme {\displaystyle f:X\to Y} en {\displaystyle C} tenim:

{\displaystyle \eta _{Y}\circ F(f)=G(f)\circ \eta _{X}}
L'última equació es pot expressar convenientment mitjançant el diagrama commutatiu
Si tots dos {\displaystyle F} i {\displaystyle G} són contravariants, les fletxes verticals del diagrama de la dreta estan invertides. Si {\displaystyle \eta } és una transformació natural de {\displaystyle F} a {\displaystyle G}, també escrivim {\displaystyle \eta :F\to G} o {\displaystyle \eta :F\Rightarrow G}. Això també s'expressa dient la família de morfismes {\displaystyle \eta _{X}:F(X)\to G(X)} és natural en {\displaystyle X}.
Si, per a cada objecte {\displaystyle X} en {\displaystyle C}, el morfisme {\displaystyle \eta _{X}} és un isomorfisme en {\displaystyle D}, llavors {\displaystyle \eta } es diu que és un isomorfisme natural (o de vegades equivalència natural o isomorfisme de fontors). Dos functors {\displaystyle F} i {\displaystyle G} s'anomenen naturalment isomorfs o simplement isomorfs si existeix un isomorfisme natural de {\displaystyle F} a {\displaystyle G}.
Una transformació infranatural {\displaystyle \eta } des de {\displaystyle F} a {\displaystyle G} és simplement una família de morfismes {\displaystyle \eta _{X}:F(X)\to G(X)}, per a tots {\displaystyle X} en {\displaystyle C}. Així, una transformació natural és una transformació infranatural per a la qual cosa {\displaystyle \eta _{Y}\circ F(f)=G(f)\circ \eta _{X}} per a cada morfisme {\displaystyle f:X\to Y}. El naturalitzador de {\displaystyle \eta }, nat {\displaystyle (\eta )}, és la subcategoria més gran de {\displaystyle C} que conté tots els objectes de {\displaystyle C} sobre el qual {\displaystyle \eta } limita a una transformació natural.

## Isomorfisme no natural
La noció d'una transformació natural és categòrica i afirma (de manera informal) que un mapa particular entre funtors es pot fer de manera consistent en tota una categoria. Informalment, un mapa particular (especialment un isomorfisme) entre objectes individuals (no categories senceres) es coneix com a "isomorfisme natural", que significa implícitament que es defineix realment en tota la categoria, i defineix una transformació natural de funtors; formalitzar aquesta intuïció va ser un factor motivador en el desenvolupament de la teoria de categories.
Per contra, un mapa particular entre objectes particulars es pot anomenar un isomorfisme no natural (o "un isomorfisme que no és natural") si el mapa no es pot estendre a una transformació natural en tota la categoria. Donat un objecte {\displaystyle X,} un functor {\displaystyle G} (prenent per senzillesa que el primer functor és la identitat) i un isomorfisme {\displaystyle \eta \colon X\to G(X),} La prova de la antinaturalitat es mostra més fàcilment donant un automorfisme {\displaystyle A\colon X\to X} que no canvia amb aquest isomorfisme (per tant {\displaystyle \eta \circ A\neq G(A)\circ \eta } ). Més fort, si algú vol demostrar-ho {\displaystyle X} i {\displaystyle G(X)} no són isomorfs naturalment, sense fer referència a un isomorfisme particular, això requereix demostrar que per a qualsevol isomorfisme {\displaystyle \eta }, n'hi ha {\displaystyle A} amb la qual no es desplaça; en alguns casos un únic automorfisme {\displaystyle A} funciona per a tots els isomorfismes candidats {\displaystyle \eta } mentre que en altres casos s'ha de mostrar com construir-ne un diferent {\displaystyle A_{\eta }} per a cada isomorfisme. Els mapes de la categoria tenen un paper crucial: qualsevol transformació infranatural és natural si els únics mapes són el mapa d'identitat, per exemple.
Això és similar (però més categòric) als conceptes de la teoria de grups o la teoria de mòduls, on una descomposició donada d'un objecte en una suma directa és "no natural", o més aviat "no és única", ja que existeixen automorfismes que no conserven la descomposició de la suma directa.
Alguns autors distingeixen notacionalment, utilitzant {\displaystyle \cong } per a un isomorfisme natural i {\displaystyle \approx } per a un isomorfisme antinatural, reservant {\displaystyle =} per a la igualtat (normalment la igualtat de mapes).

## Operacions amb transformacions naturals

Composició horitzontal i vertical de les transformacions naturals

### Composició vertical
Si {\displaystyle \eta :F\Rightarrow G} i {\displaystyle \epsilon :G\Rightarrow H} són transformacions naturals entre funtors {\displaystyle F,G,H:C\to D}, llavors els podem compondre per obtenir una transformació natural {\displaystyle \epsilon \circ \eta :F\Rightarrow H}. Això es fa per components:
{\displaystyle (\epsilon \circ \eta )_{X}=\epsilon _{X}\circ \eta _{X}}
Aquesta composició vertical de transformacions naturals és associativa i té una identitat, i permet considerar la col·lecció de tots els funtors {\displaystyle C\to D} com a categoria (vegeu més avall a Categories de Functor). La transformació natural de la identitat {\displaystyle \mathrm {id} _{F}} sobre el functor {\displaystyle F} té components {\displaystyle (\mathrm {id} _{F})_{X}=\mathrm {id} _{F(X)}}.
Per {\displaystyle \eta :F\Rightarrow G}, {\displaystyle \mathrm {id} _{G}\circ \eta =\eta =\eta \circ \mathrm {id} _{F}}.

### Composició horitzontal
Si {\displaystyle \eta :F\Rightarrow G} és una transformació natural entre funtors {\displaystyle F,G:C\to D} i {\displaystyle \epsilon :J\Rightarrow K} és una transformació natural entre funtors {\displaystyle J,K:D\to E}, llavors la composició de funtors permet una composició de transformacions naturals {\displaystyle \epsilon *\eta :J\circ F\Rightarrow K\circ G} amb components
{\displaystyle (\epsilon *\eta )_{X}=\epsilon _{G(X)}\circ J(\eta _{X})=K(\eta _{X})\circ \epsilon _{F(X)}}
Mitjançant l'ús de bigotis (vegeu més avall), podem escriure
{\displaystyle (\epsilon *\eta )_{X}=(\epsilon G)_{X}\circ (J\eta )_{X}=(K\eta )_{X}\circ (\epsilon F)_{X}} ,
per tant
{\displaystyle \epsilon *\eta =\epsilon G\circ J\eta =K\eta \circ \epsilon F}.
Aquesta composició horitzontal de transformacions naturals també és associativa amb la identitat. Aquesta identitat és la transformació natural de la identitat sobre el functor d'identitat, és a dir, la transformació natural que associa a cada objecte el seu morfisme d'identitat: per a objecte {\displaystyle X} en categoria {\displaystyle C}, {\displaystyle (\mathrm {id} _{\mathrm {id} _{C}})_{X}=\mathrm {id} _{\mathrm {id} _{C}(X)}=\mathrm {id} _{X}}.